# Superficie di Veronese
In matematica, la superficie di Veronese è una superficie algebrica in uno spazio proiettivo a {\displaystyle 5} dimensioni. Fu scoperta da Giuseppe Veronese (1854-1917), dal quale prende nome.
La superficie di Veronese ammette una immersione in uno spazio proiettivo a quattro dimensioni, costruito dalla proiezione di un punto generico dello spazio {\displaystyle 5}-dimensionale. La sua proiezione in uno spazio proiettivo tridimensionale è nota come superficie di Steiner.
A sua volta, la superficie di Veronese è l'unico caso di una varietà di Scorza-Severi di dimensione {\displaystyle n=2}.

## Definizione
La mappa di Veronese è una funzione fra spazi proiettivi di dimensione {\displaystyle 2} e {\displaystyle 5}, definita nel modo seguente:
{\displaystyle \nu :\mathbb {P} ^{2}\to \mathbb {P} ^{5}}
{\displaystyle [x:y:z]\mapsto [x^{2}:y^{2}:z^{2}:yz:xz:xy]}
dove {\displaystyle [x:\ldots ]} denota le coordinate omogenee.
La superficie di Veronese è l'immagine della mappa di Veronese.

## Sottovarietà
L'immagine di una varietà posta sotto una mappatura di Veronese è di nuovo una varietà; di più, ci si trova davanti ad un isomorfismo poiché esiste anche la mappatura inversa, ed è regolare. Più precisamente, le immagini di insiemi aperti in una topologia di Zariski sono ancora degli insiemi aperti. Questo serve a dimostrare che una varietà algebrica è l'intersezione di una varietà di Veronese e di uno spazio lineare, e che perciò ogni varietà algebrica è isomorfa ad un'intersezione di quadriche.

## Regolarità
L'immagine dell'immersione di una superficie di Veronese, è una varietà proiettiva. L'immersione di una superficie di Veronese è un morfismo, cioè una varietà con proprietà determinate di regolarità nella geometria algebrica.
Se {\displaystyle Y\subset P^{n}} è una varietà proiettiva, allora lo è anche {\displaystyle \nu _{d}(Y)\subset P^{N}}.

## Mappa di Veronese di gradod
La mappa di Veronese di grado {\displaystyle d} o varietà di Veronese generalizza l'idea di una mappatura di grado {\displaystyle d} in {\displaystyle n+1} variabili. In altre parole, la mappa di Veronese di grado {\displaystyle d} è la mappa
{\displaystyle \nu _{d}\colon \mathbb {P} ^{n}\to \mathbb {P} ^{m},}
dove {\displaystyle m} è definito come:
{\displaystyle m={n+d \choose d}-1={\frac {1}{n!}}(d+1)^{(n)}-1,}
dove {\displaystyle {n+d \choose d}} indica il coefficiente binomiale, e {\displaystyle (d+1)^{(n)}} indica il fattoriale crescente.

### Esempi
Se {\displaystyle n=1} si ha:
{\displaystyle \nu _{d}(\left[x_{0}:x_{1}\right])=\left[x_{0}^{d}:x_{0}^{d-1}x_{1}:x_{0}^{d-2}x_{1}^{2}:\ldots :x_{1}^{d}\right].}
Se {\displaystyle d=2} si ha:
{\displaystyle \nu _{2}(\left[x_{0}:\ldots :x_{n}\right])=\left[x_{0}^{2}:x_{0}x_{1}:\ldots :x_{0}x_{n}:x_{1}^{2}:\ldots :x_{1}x_{n}:\ldots :x_{n}^{2}\right].}

### Curva razionale normale
Per {\displaystyle n=1,}, la varietà di Veronese è nota come curva razionale normale, della quale sono famigliari gli esempi di grado minore:
- per {\displaystyle n=1,d=1}, la mappa di Veronese è semplicemente l'identità lungo la retta proiettiva;
- per {\displaystyle n=1,d=2,} la varietà di Veronese è la comune parabola {\displaystyle [x^{2}:xy:y^{2}],} nelle coordinate affini {\displaystyle (x,x^{2}).}
- per {\displaystyle n=1,d=3,} la varietà di Veronese è una twisted cubic (funzione cubica e curva algebrica liscia {\displaystyle C} di grado {\displaystyle 3} nello spazio proiettivo tridimensionale {\displaystyle \mathbb {P} ^{3}}) {\displaystyle [x^{3}:x^{2}y:xy^{2}:y^{3}],} nelle coordinate affini {\displaystyle (x,x^{2},x^{3}).}